# Turkesztáni Autonóm Szovjet Szocialista Köztársaság
A Turkesztáni Autonóm Szovjet Szocialista Köztársaság (néhol Turkesztáni Szovjet Szocialista Szövetségi Köztársaság) az Oroszországi Szovjet Szövetségi Szocialista Köztársaság egyik autonóm köztársasága volt 1918. április 30. és 1924. október 27. között.
Az Orosz Birodalom alatt a Turkesztáni ASZSZK területén a Turkesztáni határterület, a Buharai Emirátus és a Hívai Kánság osztozott. 1905-től a pántörök ideológusok, mint Ismail Gasprinski, céljaik között tűzték ki az ott élő, és török nyelveket beszélő népek közötti széthúzás megszüntetését és egy független állam létrehozását. Ezt az elképzelést Vlagyimir Iljics Lenin is támogatta, majd az 1917-es októberi orosz forradalom után a bolsevikok Taskentben kikiáltották a Turkesztáni ASZSZK-t. Ám 1918 februárjában egyes iszlamista és nacionalista mozgalmak Kokand városában egy rivális Turkesztáni Autonóm Köztársaságot kiáltottak ki, amely bolsevik erők elleni harcban az 1920-as évekig tudta tartani magát.
Közben a kommunisták két csoportra szakadtak. Az egyik csoport, például Turar Riszkulov és Turszun Hodzsajev egységes turkesztáni kommunista államot kívántak létrehozni a pántörök eszmék szellemében. A másik csoport szovjet Turkesztánt kisebb etnikai vagy regionális egységekbe tervezte osztani és azokat a moszkvai kormány alá rendelni. Ide sorolható például Fajzulla Hodzsajev és Akmal Ikramov. Végül az utóbbi csoport programja érvényesült, és 1924-ben megtörtént a közép-ázsiai nemzetiségek szétválasztása, külön területi egységekbe szervezése. A Turkesztáni ASZSZK-t megszüntették, területét felosztották az újonnan létrehozott Türkmén SZSZK (ma Türkmenisztán), az Üzbég SZSZK (ma Üzbegisztán), illetve az utóbbi részeként a Tadzsik ASZSZK (ma Tádzsikisztán), továbbá a Kara-Kirgiz autonóm terület (a mai Kirgizisztán) és a Kara-kalpak autonóm terület (ma Karakalpaksztán) között. Jelentős északi és északnyugati területeit ugyanakkor az akkor Kirgiz ASZSZK-nak nevezett Kazahsztánhoz csatolták.

## Események kronológiája
- 1918. április 30.: A Turkesztáni Szovjet Szövetséges Köztársaság létrejötte
- 1920. szeptember 24.: A Turkesztáni Autonóm Szovjet Szocialista Köztársaság az Oroszországi SZSZSZK része lesz
- 1922. december 30.: A Turkesztáni Autonóm Szocialista Szovjetköztársaság az Oroszországi SZSZSZK részeként a Szovjetunió részévé válik
- 1924. október 27.: A Turkesztáni Autonóm Szocialista Szovjetköztársaság megszűnése

## Fordítás
Ez a szócikk részben vagy egészben  a   Turkestan Autonomous Soviet Socialist Republic című angol Wikipédia-szócikk ezen változatának fordításán alapul.  Az eredeti cikk szerkesztőit annak laptörténete sorolja fel. Ez a jelzés csupán a megfogalmazás eredetét és a szerzői jogokat jelzi, nem szolgál a cikkben szereplő információk forrásmegjelöléseként.